# Lepithrix lineata
Lepithrix lineata är en skalbaggsart som beskrevs av Fabricius 1775. Lepithrix lineata ingår i släktet Lepithrix och familjen Melolonthidae. Inga underarter finns listade i Catalogue of Life.